# Elena and the Secret of Avalor
Elena and the Secret of Avalor é um filme original do Disney Channel.
Na animação acontece um crossover entre as animações Elena de Avalor e A Princesa Sofia. Foi dublada por Ariel Winter, Aimee Carrero e Jane Fonda. Estreou a 20 de novembro de 2016 nos Estados Unidos, ao mesmo tempo no Disney Channel e no Disney Junior.

## Sinopse
Elena foi presa dentro do seu amuleto mágico com 16 anos, devido a um feitiço malvado da feiticeira Shuriki. Alcazar procurou durante anos uma princesa especial que libertasse Elena mas os anos foram passando sem a encontrar e, por isso, decidiu usar os seus últimos poderes para se transformar num livro e conseguir um final feliz para a história.
Quando Elena se consegue libertar reconquista o seu lugar como princesa herdeira de Avalor, enfrentando todos os inimigos do reino e aceitando o desafio de governar mesmo sem ter idade suficiente para ser rainha.

## Elenco

### Personagens principais
- Aimee Carrero como Princesa Elena
- Jane Fonda como Shuriki

### DeSofia the First
- Sara Ramirez como Rainha Miranda
- Darcy Rose Byrnes como Amber
- Tyler Merna como James
- Travis Willingham como Roland II
- Barbara Dirikson como Flora

### DeElena de Avalor
- Chris Parnell como Migs
- Yvette Nicole Brown como Luna
- Carlos Alazraqui como Skylar
- Jenna Ortega como Princesa Isabel
- Emiliano Díez como Francisco
- Julia Vera como Luisa
- Christian Lanz como Chancellor Esteban
- Jillian Rose Reed como Naomi
- Joseph Haro como Mateo
- Keith Ferguson como Zuzo
- André Sogliuzzo como Alakazar
- Joe Nunez como Armando
- Ana Ortiz como Rafa